# Pereverediv, Mlîniv
Pereverediv (în ucraineană Перевередів) este un sat în comuna Berehî din raionul Mlîniv, regiunea Rivne, Ucraina.

## Demografie
Componența lingvistică a localității Pereverediv
     Ucraineană (99,77%)
     Alte limbi (0,23%)
Conform recensământului din 2001, majoritatea populației localității Pereverediv era vorbitoare de ucraineană (99,77%), existând în minoritate și vorbitori de alte limbi.